# Myotis sodalis
Myotis sodalis là một loài động vật có vú trong họ Dơi muỗi, bộ Dơi. Loài này được Miller & Allen mô tả năm 1928.

## Hình ảnh

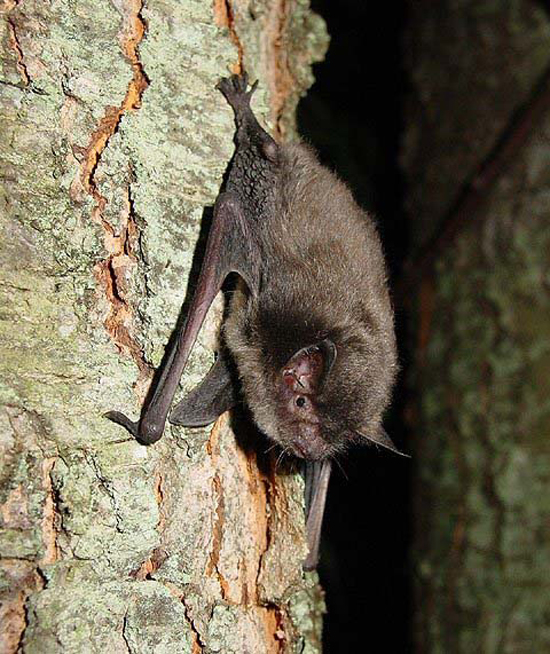
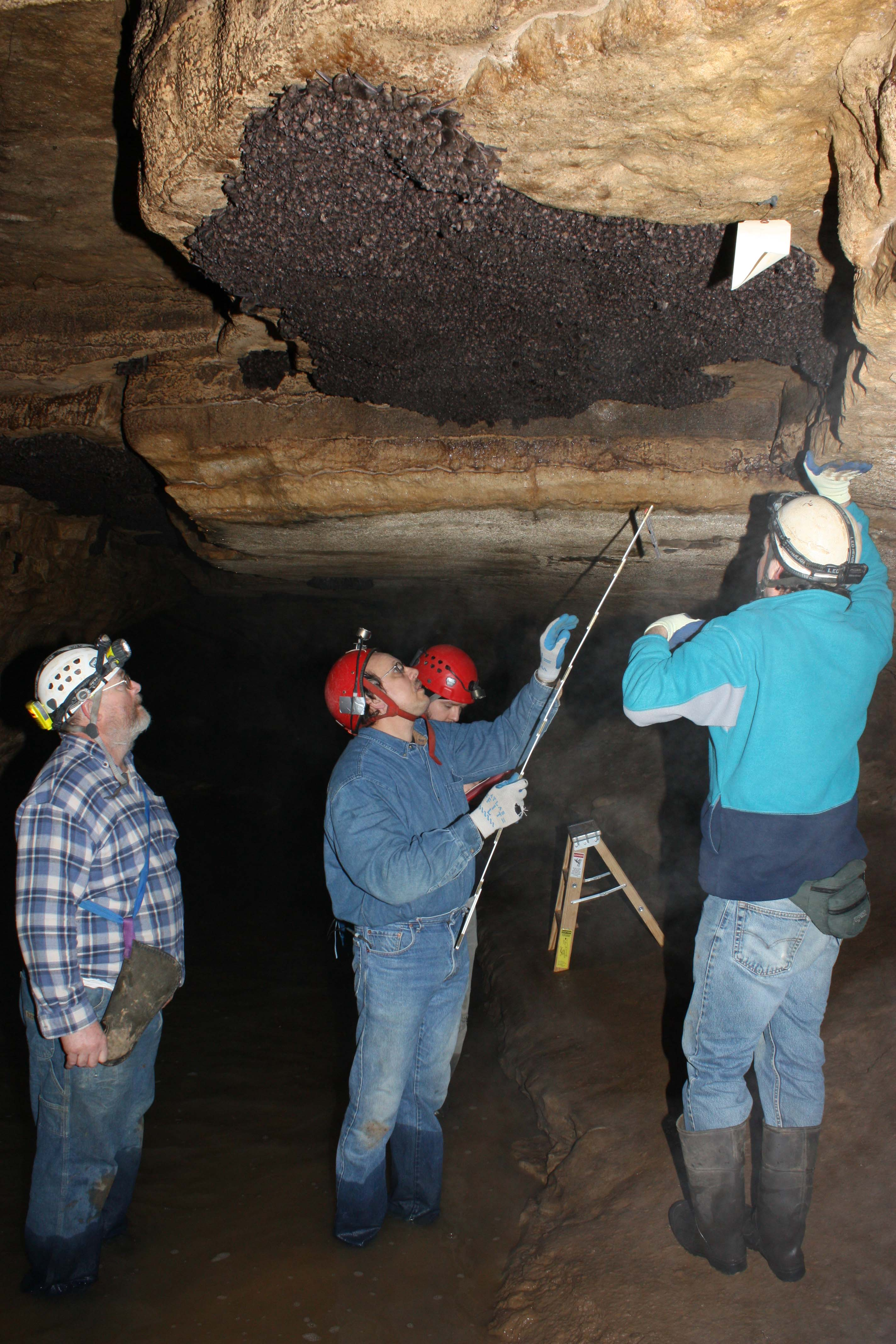
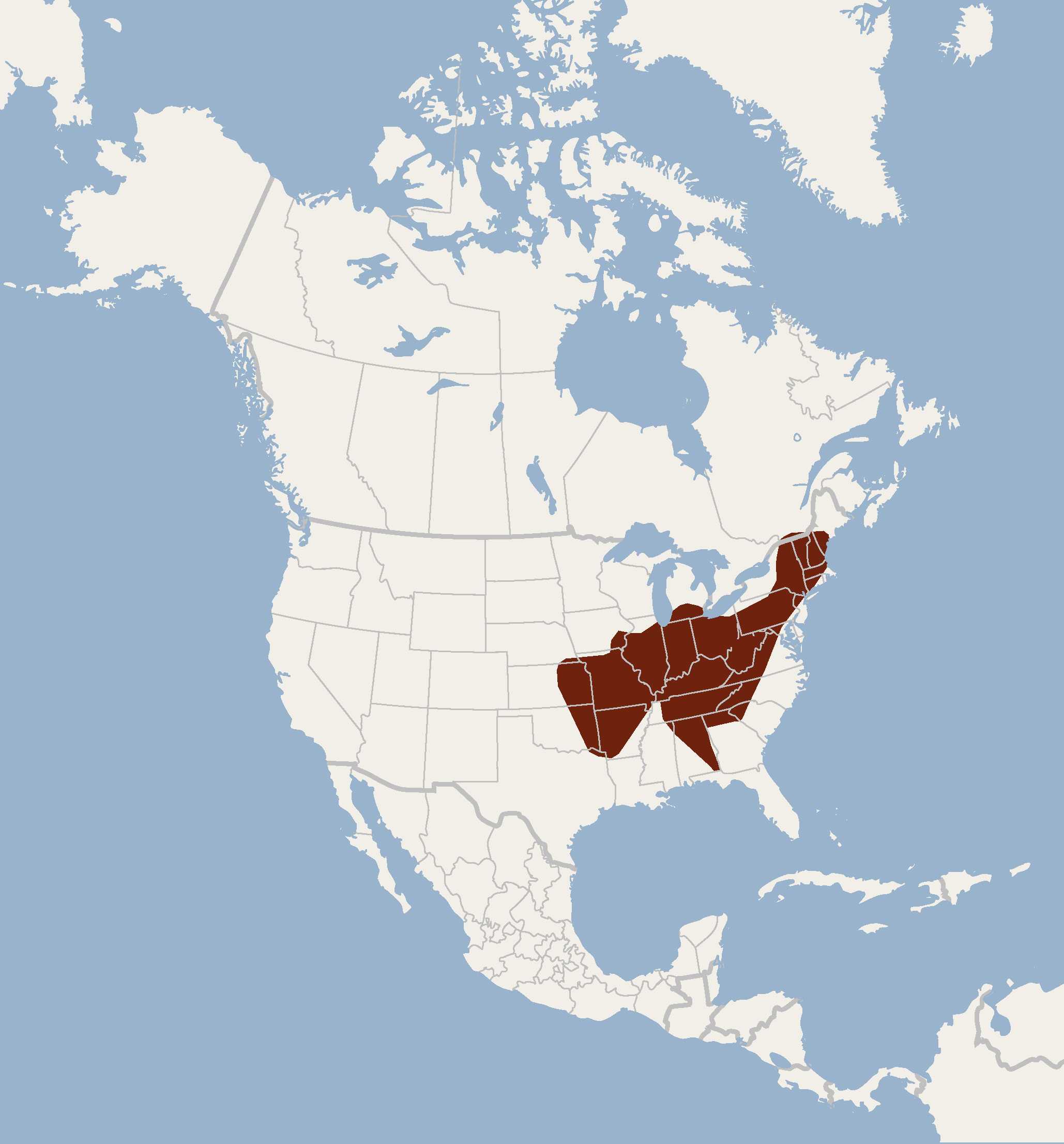
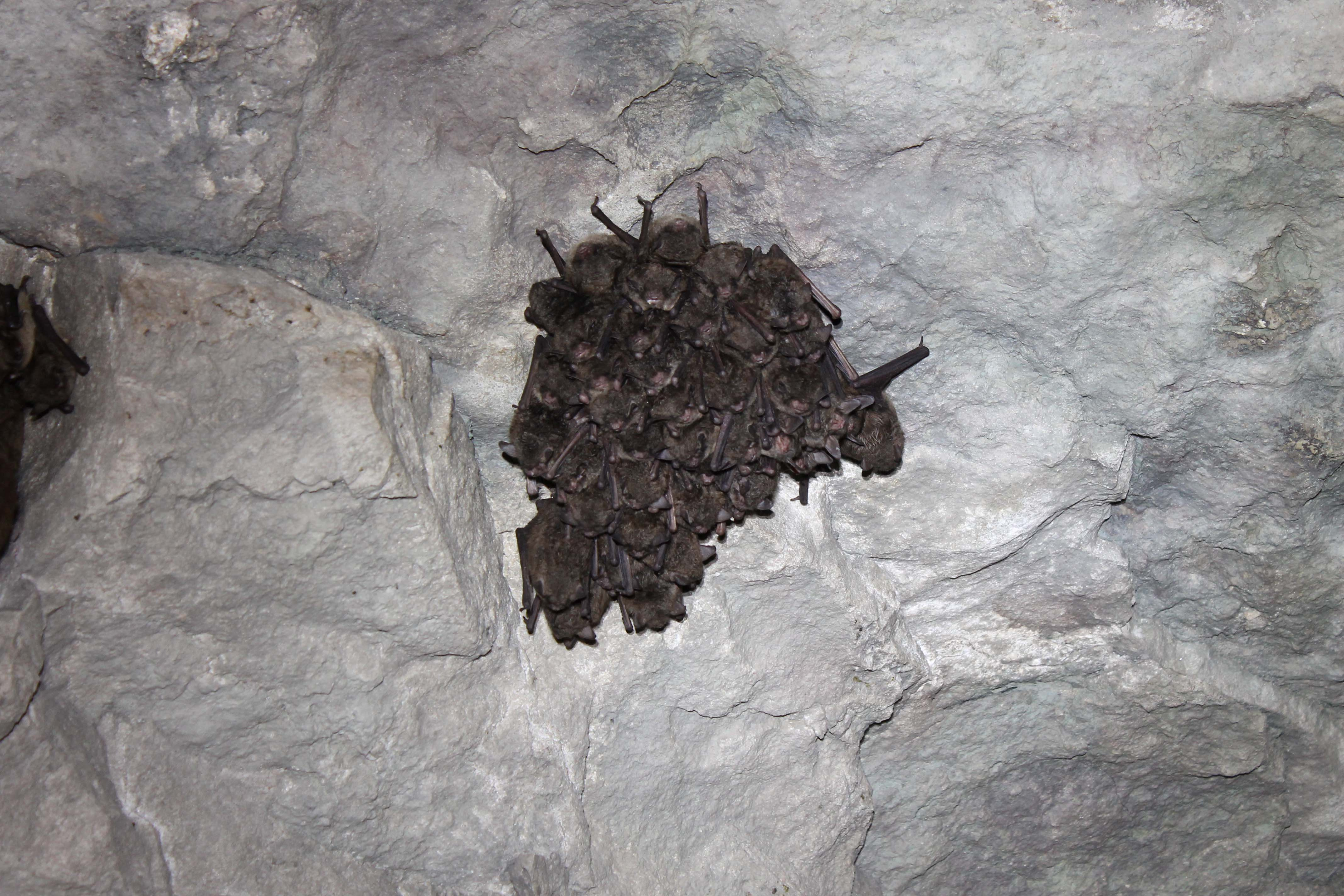